# اتو زدن
اتو زدن (انگلیسی: Ironing) به معنی استفاده از ابزار اتو به صورت گرم‌شده، برای از بین بردن چین و چروک و چین‌های ناخواسته روی پارچه است. گرمای آن معمولاً تا دمای ۱۸۰-۲۲۰ درجه سانتی‌گراد (۳۵۶-۴۲۸ فارنهایت) بسته به نوع پارچه انجام می‌شود. اتو کردن با سست کردن پیوندهای بین مولکول‌های پلیمری با زنجیره بلند در الیاف ماده کار می‌کند. در حالی که مولکول ها داغ هستند، الیاف بر اثر وزن آهن صاف می‌شوند و با سرد شدن شکل جدید خود را حفظ می‌کنند. برخی از پارچه‌ها، مانند پنبه، برای شل شدن پیوندهای بین مولکولی نیاز به اضافه کردن آب دارند. بسیاری از پارچه‌های مدرن (که در اواسط سده بیستم میلادی یا پس از آن توسعه یافتند) به‌عنوان نیاز کم یا بدون نیاز به اتو تبلیغ می‌شوند. لباس‌های پرس دائمی برای کاهش اتوکشی لازم با ترکیب پلی‌استر مقاوم در برابر چروک با پنبه ساخته شده است.

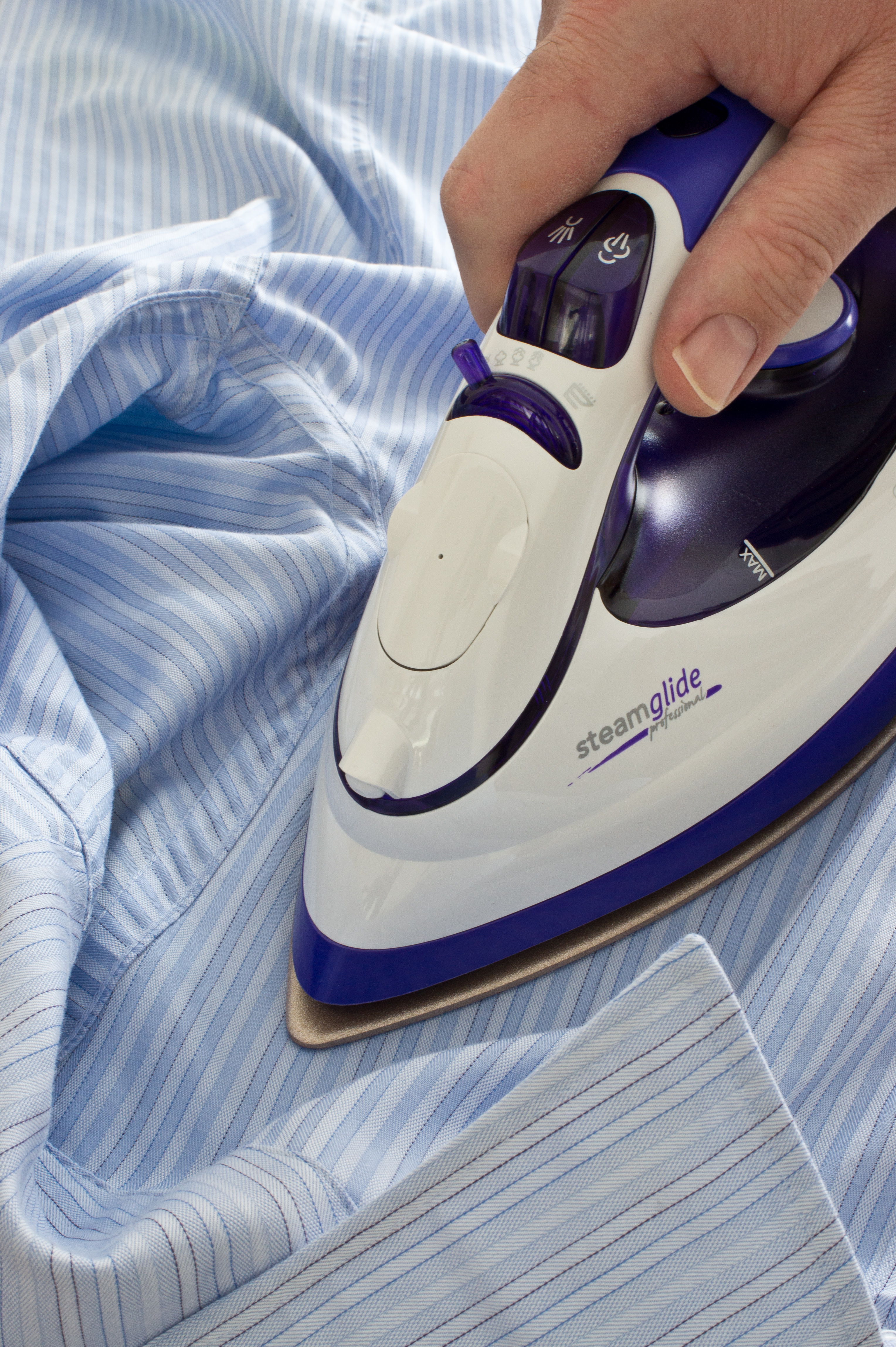
اتو زدن یک پیراهن

نخستین استفاده شناخته شده از فلز گرما داده شده برای "اتو کردن" لباس‌ها در چین رخ داده است. اتو برقی در سال ۱۸۸۲ توسط هنری سیلی وایت اختراع شد.